# Lesja Curenková

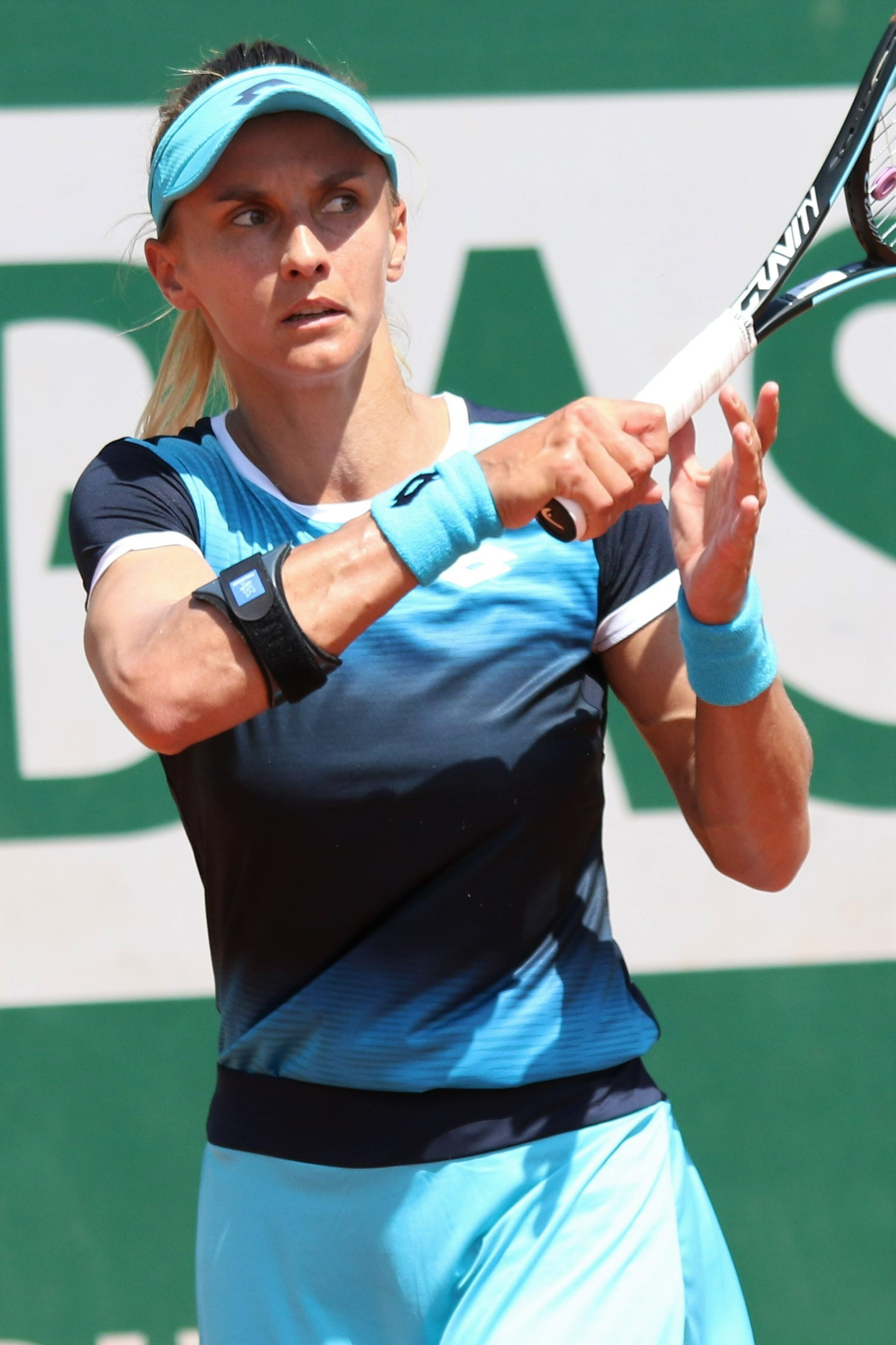
V kvalifikaci French Open 2022

Lesja Curenková (ukrajinsky: Леся Цуренко, Lesja Curenko, * 30. května 1989 Volodymyrec) je ukrajinská profesionální tenistka. Ve své dosavadní kariéře na okruhu WTA Tour vyhrála čtyři singlové turnaje, včetně titulů z acapulského Abierto Mexicano Telcel 2017 a 2018. V rámci okruhu ITF získala šest titulů ve dvouhře a osm ve čtyřhře.
Na žebříčku WTA byla nejvýše ve dvouhře klasifikována v únoru 2019 na  23. místě a ve čtyřhře pak v květnu téhož roku na 115. místě. Od sezóny 2018 ji trénuje Adriano Albanesi. Dříve tuto roli plnili Dmytro Bryček, Jurij Čerepov, Andrij Pužajenko či Volodymyr Turčynov.
Na grandslamu nejdále postoupila po výhře nad Markétou Vondroušovou do čtvrtfinále US Open 2018, kde ji hladce vyřadila pozdější japonská vítězka Naomi Ósakaová.
V ukrajinském fedcupovém týmu debutovala v roce 2011 čtvrtfinálovým utkáním Světové skupiny proti Švédsku, v němž prohrála dvouhry s Arvidssonovou i Larssonovou. Do roku 2019 v soutěži nastoupila k šestnácti mezistátním utkáním s bilancí 11–12 ve dvouhře a 3–2 ve čtyřhře.

## Tenisová kariéra

### 2013
V úvodní australské části sezóny se probojovala do semifinále Brisbane International, turnaje kategorie WTA Premier, když do hlavní soutěže nastoupila až jako šťastná poražená v kvalifikaci poté, co odstoupila Maria Šarapovová. Postupně si poradila s Jarmilou Gajdošovou a Danielou Hantuchovou, než ji v semifinále zastavila Ruska Anastasija Pavljučenkovová ve třech setech. Porážku jí oplatila na melbournském Australian Open, kde dvacátou čtvrtou nasazenou Pavljučenkovovou jako kvalifikantka zdolala ve třech sadách. Ve druhé fázi si poradila s Darjou Gavrilovovou a ve třetím kole nestačila na dánskou světovou desítku Caroline Wozniackou.
Na amerických betonech dohrála ve třetím kole na BNP Paribas Open. V úvodní fázi vyřadila Japonku Ajumi Moritovou a Kazachstánku Jaroslavu Švedovovou, než skončila na raketě Petry Kvitové.

### 2015: První titul na WTA Tour
Čtvrtfinále si, po postupu z kvalifikace, zahrála v singlové soutěži BNP Paribas Open kalifornského Indian Wells, kde na její raketě postupně zůstaly Annika Becková, Andrea Petkovicová, Alizé Cornetová a Eugenie Bouchardová. Mezi poslední osmičkou hráček však skrečovala zápas proti Srbce Jeleně Jankovićové v důsledku poranění hlezna, jež utrpěla v předchozím duelu s Kanaďankou.
Ve Wimbledonu potřetí vypadla ve druhém kole, když nestačila na Rumunku Irinu-Camelii Beguovou. Do premiérového finále okruhu WTA Tour se probojovala na červencovém Istanbul Cupu. Ve finále události na tvrdém povrchu zdolala polskou tenistku Urszulu Radwańskou po dvousetovém průběhu 7–5 a 6–1. Získala tak první turnajovou trofej v této úrovni tenisu. Bodový zisk ji posunul na dosavadní kariérní maximum. Po turnaji figurovala na 47. příčce žebříčku.
Letní část na amerických betonech rozehrála torontským Rogers Cupem, kde v kvalifikačním turnaji vyřadila Američanku Nicole Gibbsovou i Španělku Laru Arruabarrenovou. V hlavní soutěži poté zdolala Yaninu Wickmayerovou, wimbledonskou finalistku Garbiñe Muguruzaovou a Němku Carina Witthöftovou, aby ji až ve čtvrtfinále stopku vystavila patnáctá nasazená Italka Sara Erraniová.
Do dvouhry Connecticut Open se podívala až jako tzv. šťastná poražená z kvalifikace, po odstoupení Halepové. Na úvod si poradila s dvěma Češkami Barborou Strýcovou a turnajovou pětkou Karolínou Plíškovou. Třetí zástupkyně českého tenisu a nasazená čtyřka, finalistka French Open Lucie Šafářová, ji však vyřadila v semifinále. O týden později na US Open brněnské rodačce porážku vrátila, když přes turnajovou šestku postoupila do druhého kola grandslamu. V něm nenašla recept na americkou hráčku Varvaru Lepčenkovou.

### Další kariéra
Po sérii čtyř finálových výher prohrála boj o titul na lednovém Brisbane International 2019 s českou světovou osmičkou Karolínou Plíškovou po třísetovém průběhu. Přitom v závěru druhé sady podávala na vítězství v utkání, ale česká hráčka si ztracené podání vzala zpět a průběh následně otočila. Ukrajinka si ve třetím setu podvrtla kotník. Jednalo se o její první finále z kategorie Premier. Bodový zisk ji posunul na nové kariérní maximum, když se posunula o tři příčky výše na 24. místo. Již v semifinále vyřadila pátou hráčku klasifikace Naomi Ósakaovou.

## Finále na okruhu WTA Tour
| Legenda                                     |
| ------------------------------------------- |
| D – dvouhra; Č – čtyřhra                    |
| Grand Slam (0)                              |
| Turnaj mistryň (0)                          |
| Premier Mandatory & Premier 5/ WTA 1000 (0) |
| Premier / WTA 500 (0–1 D)                   |
| International / WTA 250 (4–1 D)             |

### Dvouhra: 6 (4–2)
| Stav       | č. | datum             | turnaj               | povrch | soupeřka ve finále     | výsledek           |
| ---------- | -- | ----------------- | -------------------- | ------ | ---------------------- | ------------------ |
| Vítězka    | 1. | 26. července 2015 | Istanbul, Turecko    | tvrdý  | Urszula Radwańská      | 7–5, 6–1           |
| Vítězka    | 2. | 19. září 2016     | Kanton, ČLR          | tvrdý  | Jelena Jankovićová     | 6–4, 3–6, 6–4      |
| Vítězka    | 3. | 4. března 2017    | Acapulco, Mexiko     | tvrdý  | Kristina Mladenovicová | 6–1, 7–5           |
| Vítězka    | 4. | 3. března 2018    | Acapulco, Mexiko (2) | tvrdý  | Stefanie Vögeleová     | 5–7, 7–6(7–2), 6–2 |
| Finalistka | 1. | 6. ledna 2019     | Brisbane, Austrálie  | tvrdý  | Karolína Plíšková      | 6–4, 5–7, 2–6      |
| Finalistka | 2. | 5. února 2023     | Chua Chin, Thajsko   | tvrdý  | Ču Lin                 | 4–6, 4–6           |

## Finále na okruhu ITF
| Dotace turnajů okruhu ITF | Dotace turnajů okruhu ITF |
| ------------------------- | ------------------------- |
| 100 000 $ tournaments     | 80 000 $ tournaments      |
| 75 000 $ tournaments      | 60 000 $ tournaments      |
| 50 000 $ tournaments      | 25 000 $ tournaments      |
| 15 000 $ tournaments      | 10 000 $ tournaments      |

### Dvouhra: 13 (6–7)
| Stav       | č.  | datum              | turnaj                | povrch  | soupeřka ve finále    | výsledek           |
| ---------- | --- | ------------------ | --------------------- | ------- | --------------------- | ------------------ |
| Finalistka | 1.  | 3. září 2007       | Baku, Ázerbájdžán     | antuka  | Tinatin Kavlašviliová | 3–6, 5–7           |
| Vítězka    | 2.  | 28. dubna 2008     | Adana, Turecko        | antuka  | Vivian Segniniová     | 4–6, 6–1, 6–1      |
| Vítězka    | 3.  | 13. října 2008     | Charkov, Ukrajina     | koberec | Jelena Gasanovová     | 6–3, 6–1           |
| Finalistka | 4.  | 8. února 2010      | Stockholm, Švédsko    | tvrdý   | Oxana Ljubcovová      | 4–6, 5–7           |
| Finalistka | 5.  | 1. března 2010     | Minsk, Bělorusko      | tvrdý   | Anna Lapuščenkovová   | 1–6, 6–3, 6–7(2)   |
| Vítězka    | 6.  | 9. listopadu 2010  | Minsk, Bělorusko      | tvrdý   | Richèl Hogenkampová   | 6–3, 6–2           |
| Finalistka | 7.  | 29. března 2011    | Ipswich, Austrálie    | antuka  | Sally Peersová        | 7–5, 5–7, 0–6      |
| Vítězka    | 8.  | 20. září 2011      | Tbilisi, Gruzie       | antuka  | Réka Luca Janiová     | 7–6(7–3), 6–3      |
| Vítězka    | 9.  | 31. října 2011     | Istanbul, Turecko     | tvrdý   | Irina Chromačovová    | 6–1, 7–5           |
| Vítězka    | 10. | 15. listopadu 2011 | Bratislava, Slovensko | tvrdý   | Karolína Plíšková     | 7–5, 6–3           |
| Finalistka | 11. | 25. září 2012      | Telavi, Gruzie        | antuka  | Jelina Svitolinová    | 1–6, 2–6           |
| Finalistka | 12. | 28. července 2014  | Vancouver, Kanada     | tvrdý   | Jarmila Gajdošová     | 6–3, 2–6, 6–7(3–7) |
| Finalistka | 13. | 16. února 2020     | Káhira, Egypt         | tvrdý   | Irina-Camelia Beguová | 4–6, 6–3, 2–6      |

### Čtyřhra (8 titulů)
| č. | datum           | turnaj                  | povrch  | spoluhráčka              | poražené finalistky                           | výsledek            |
| -- | --------------- | ----------------------- | ------- | ------------------------ | --------------------------------------------- | ------------------- |
| 1. | 1. září 2008    | Alphen Rajn, Nizozemsko | antuka  | Florencia Molinerová     | Darija Juraková Vojislava Lukićová            | 4–6, 7–5, [10–7]    |
| 2. | 15. září 2008   | Karši, Uzbekistán       | tvrdý   | Ima Bohušová             | Albina Chabibulinová Alexandra Kolesničenková | 6–3, 6–1            |
| 3. | 20. října 2008  | Karši, Uzbekistán       | koberec | Anastasija Poltoracká    | Ima Bohušová Darja Kustovová                  | 7–6(9–7), 1–6, 10–3 |
| 4. | 30. března 2009 | Chanty-Mansijsk, Rusko  | koberec | Xenia Milevská           | Oxana Kalašnikovová Valeria Savinychová       | 6–2, 6–3            |
| 5. | 27. dubna 2009  | Johannesburg, JAR       | tvrdý   | Naomi Cavadayová         | Kristína Kučová Anastasija Sevastovová        | 6–2, 2–6, [11–9]    |
| 6. | 18. květen 2009 | Charkov, Ukrajina       | antuka  | Xenia Milevská           | Ljudmyla Kičenoková Nadija Kičenoková         | 6–4, 6–4            |
| 7. | 8. února 2010   | Stockholm, Švédsko      | tvrdý   | Xenia Milevská           | Nikola Hofmanová Yvonne Meusburgerová         | 6–4, 7–5            |
| 8. | 9. srpna 2010   | Kazaň, Rusko            | tvrdý   | Jekatěrina Dzegalevičová | Albina Chabibulinová Xenia Palkinová          | 6–2, 6–3            |